# Errol Snijders

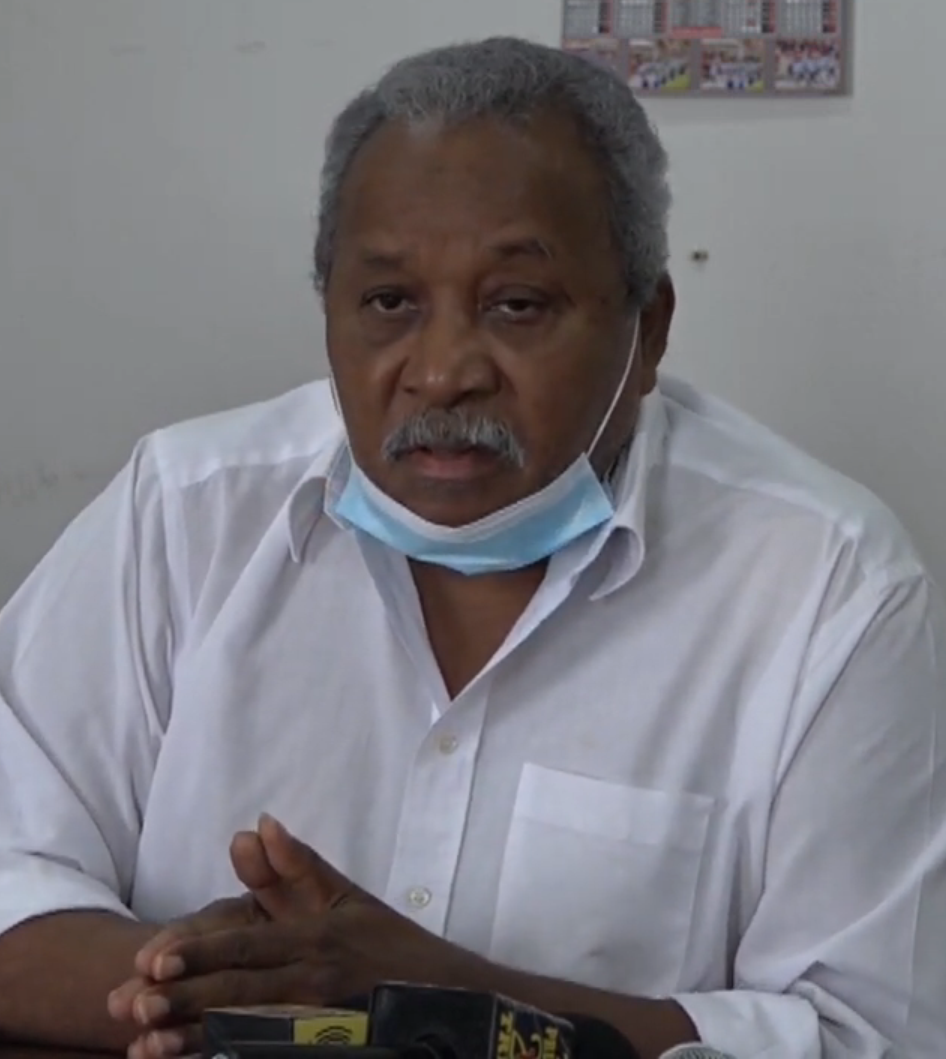
Errol Snijders in 2021

Errol Glenn Snijders (Paramaribo, 1 december 1948) is een Surinaams politicus.
Errol Snijders ging na zijn middelbare school enige tijd naar Nederland waar hij onder andere studeerde voor functie-analist. Voor hij minister werd was hij lange tijd werkzaam bij de HBU/ABN AMRO bank.
Toen de Nationale Democratische Partij (NDP), de partij van Desi Bouterse, in 1996 bij de verkiezingen 16 zetels haalde, werd Snijders namens de NDP de minister van Arbeid onder president Jules Wijdenbosch. Een jaar later verwisselde hij met Faried Pierkhan (BVD) van functie en werd Snijders minister van Buitenlandse Zaken. In december 1999 werd hij tevens waarnemend minister van Defensie nadat Ramon Dwarka Panday (KTPI) zijn ontslag had ingediend vanwege geruchten over een zedenmisdrijf met minderjarige meisjes uit Apoera en Nieuw-Nickerie. Mede als gevolg van de bouw van twee prestigebruggen (de Jules Wijdenboschbrug en de brug over de rivier de Coppename) waren er grote problemen met de overheidsfinanciën tijdens dit kabinet. Zo bevestigde Snijders in april 2000 dat het ministerie van Buitenlandse Zaken al maanden geen geld meer had overgemaakt naar de ambassade in Den Haag. Als gevolg hiervan had het personeel al vele maanden geen salaris meer ontvangen en dreigde het energiebedrijf Eneco de ambassade af te sluiten.
Sinds 2007 is Snijders voorzitter van de Moederbond.